# Nearcha corrogata
Nearcha corrogata là một loài bướm đêm trong họ Geometridae.